# Кес ван Ірссел
Кес ван Ірссел (нід. Kees van Ierssel, нар. 6 грудня 1945, Бреда) — нідерландський футболіст, що грав на позиції захисника за «Твенте» і національну збірну Нідерландів.

## Клубна кар'єра
У дорослому футболі дебютував 1967 року виступами за команду клубу «Бароні» з рідної Бреди, в якій провів два сезони. 
1969 року перейшов до клубу «Твенте», за який відіграв наступні десять сезонів. Більшість часу, проведеного у складі «Твенте», був основним гравцем захисту команди. Завершив професійну кар'єру футболіста виступами за команду «Твенте» у 1979 році.

## Виступи за збірну
1973 року дебютував в офіційних матчах у складі національної збірної Нідерландів. Протягом кар'єри у національній команді, яка тривала лише 2 роки, провів у формі головної команди країни 6 матчів.
У складі збірної був учасником чемпіонату світу 1974 року у ФРН, де разом з командою здобув «срібло», утім жодного разу в іграх світової першості на поле не вийшовши.

## Титули і досягнення
- Віце-чемпіон світу: 1974